# Will Jääskeläinen
William Albert „Will“ Jääskeläinen (* 25. Juli 1998 in Bolton, England) ist ein finnischer Fußballtorwart, der beim englischen Drittligisten Crewe Alexandra unter Vertrag steht. Der Sohn des ehemaligen Torhüters Jussi Jääskeläinen wurde bisher in mehreren finnischen Juniorennationalmannschaften eingesetzt.

## Karriere

### Verein
Will Jääskeläinens Vater Jussi gilt als einer der besten finnischen Torhüter aller Zeiten. Er bestritt in seiner 26 Jahre andauernden Profikarriere beinahe 700 Ligaspiele, davon die allermeisten im Trikot der Bolton Wanderers, zu denen er im Jahr 1997 wechselte. Ein Jahr später wurde Will in Bolton geboren, der es seinem Vater gleich tat und seine fußballerische Ausbildung als Torwart bei den Bolton Wanderers startete. Während sein Vater zur Vereinslegende aufstieg und den Verein 2012 verließ, spielte Will für die verschiedenen Altersklassen der Junioren und wurde am Ende der Saison 2016/17 freigestellt, woraufhin er bei Crewe Alexandra einen Einjahresvertrag unterzeichnete.
Die Saison 2017/18 verbrachte Jääskeläinen nicht bei Crewe Alex, sondern als Leihspieler bei den unterklassigen Vereinen Loughborough Dynamo, Nantwich Town, dem FC Buxton und dem FC Chester. Im Mai 2018 unterzeichnete er einen neuen Dreijahresvertrag bei Crewe. Auch in der darauffolgenden Spielzeit spielte er in zwei unabhängigen Leihgeschäften insgesamt fünf Monate bei Nantwich Town. Am 19. April 2019 (43. Spieltag) bestritt er beim 2:0-Heimsieg gegen Yeovil Town sein Debüt für Crewe Alexandra in der vierthöchsten englischen Spielklasse. Auch in den verbleibenden drei Ligaspielen der Saison 2018/19 stand er zwischen den Pfosten.
In der nächsten Spielzeit 2019/20 war Jääskeläinen bereits der Stammtorhüter der Mannschaft. Als Tabellenzweiter gelang ihm mit Crewe der Aufstieg in die EFL League One. Er stand in der aufgrund der COVID-19-Pandemie verkürzten Ligameisterschaft 35 Mal auf dem Platz. Am 16. Juni 2020 unterschrieb er einen neuen Zweijahresvertrag.

### Nationalmannschaft
Jääskeläinen gehörte in den Altersgruppen U17 bis U21 finnischen Nachwuchsnationalteams an.

## Erfolge
Crewe Alexandra
- Aufstieg in die EFL League One: 2019/20